# Anders Svensson (diplomat)
För andra personer med namnet, se Anders Svensson (olika betydelser)
Anders Svensson Ödell, född på 1580-talet, död 3 september 1630 i Lübeck i Tyskland, var Sveriges första spionchef och diplomat; han adlades Ödla (Ödell) 24 dagar före sin död.

## Biografi
Anders Svensson Ödell föddes på 1580-talet. Han var son till skräddaren Sven Knutsson.
Han anges ha varit bördig till jord i Börsjö, Risinge socken. Det tillnamn han ibland använde - "Wast." har ibland tolkats som Wastenius och att Anders Svensson kom från Vadstena, men en annan möjlighet är att det syftar på Västbo härad. Två bröder till Anders Svensson är kända, en äldre broder Udde Svensson var tiondefogde i Småland och på Öland, en yngre broder, majoren Knut Svensson (adlad Ödla).>
I skriftliga handlingar dyker han upp första gången 1610, då han anges vara kungens trotjänare och då förhandlade kring förläggandet av värvade franska trupper i Mälardalen. Senare samma år medföljde han ambassaden till Holland och Frankrike och företog senare långvariga utländska resor. Genom den "svenska grevinnan", markisinnan af Northampon, fick han följa engelsmannen Dudley Carleton på hans ambassader till Italien och Holland. Efter hemkomst anställdes han 1617 i kansliet som tolk i italienska, franska och engelska och blev 1621 "linguist" i samma språk. 1621 sändes han till Danmark och stationerades officiellt som tullkommissionär i Helsingör med uppgift att befordra svenska skeppares intressen. På grund av de ansträngda relationerna mellan Sverige och Danmark blev hans ställning alltmer ansvarsfull då han fick kontrollera att danskarna fullföljde sina löften från freden i Knäred och avtalet om Älvsborgs lösen. 
Han förflyttades 1625 till Hamburg som agent och befordrades 1630 till resident samt adlades samma 10 augusti 1630 med namnet Ödla (skrives ibland Ödel eller Ödell). Han var den förste permanente svenske diplomatiske agenten i Tyskland. Hans ställning blev betydelsefull då han övervakade postförbindelserna med Sverige och förmedlade underrättelser från olika delar av Tyskland. Med hansastäderna och de fördrivna mecklenburgska hertigarna förde han 1629–30 underhandlingar. Hans diplomatiska depescher till konung och Axel Oxenstierna gav regeringen goda redogörelser för den politiska situationen. Han efterträddes på posten som resident i Hamburg av Johan Adler Salvius. 
I förläning fick han räntan av Börsjö och Börsjökvarn i Risinge socken, Östergötland som svågern Rudolf Mackey tidigare hade fråntagits på grund av dålig ekonomi. Det är dock troligt att han aldrig fick vetskap om förläningen då han avled tre veckor efter att beskedet postats (och efter att ha varit adlig i endast 24 dagar). Eftersom hans hustru Agneta Kijl hade avlidit på våren samma år och barnen ännu var minderåriga utsågs brodern Knut Svensson Ödla till barnens förmyndare.

### Egendom
Ödell ägde gårdarna Isberga i Villstads socken, Vallnäs i Södra Unnaryds socken och Alvestad i Kimstads socken.

### Familj
Ödell gifte sig före mars 1621 med Agneta Kijl (död 1630), dotter av amiralen Knut Kijl och Brita Olofsdotter. De fick tillsammans barnen kaptenen Sven Ödell (1621–1689), majoren Udde Ödell, Margareta Ödell (död 1680) som var gift med kornetten Assar Carlsson vid Östgöta ryttare och generalmajoren Claes Breitholtz, Johanna Ödell (död 1700) som var gift med översten Reisner och Anna Christina Ödell (död 1699) som var gift med kaptenen Peter Skutenberg.